# Rakšice (nádraží)
Rakšice jsou železniční stanice v km 118,010 železniční tratě z Brna do Hrušovan nad Jevišovkou mezi stanicí Moravský Krumlov a zastávkou Bohutice.

## Historie
V letech 1868–1870 byla společností c. k. privilegovaná Rakouská společnost státní dráhy (StEG) budována trať z Vídně přes Hrušovany nad Jevišovkou do Brna. Železniční zastávka a nákladiště byla zřízena v roce 1870 a uvedena do provozu pod názvem Wolframitz (Olbramovice) a po roce 1945 Rakšice. V původní zastávce byla postavena typizovaná budova třídy V. Až v roce 1890 se stala stanicí. V souvislosti s výstavbou vlečky k jaderné elektrárně Dukovany bylo nádraží přestavěno a v roce 1977 stará staniční budova zbourána.

## Vlečky
V roce 1921 byla postavena úzkorozchodná vlečka ke kamenolomu firmy Jossef Schuppler a v roce 1929 byla přestavěna na normální rozchod. V roce 1962 byla postavena vlečka k nově vzniklému obilnému silu ZNZP Brno, závod Znojmo. V roce 1966 byla postavena nová vlečka do Štěrkoven a pískoven Brno a stará vlečka z roku 1929 byla zrušena.
Vlečka Rakšice–jaderná elektrárna Dukovany měla délku 18,3 km a patří k nejdelším vlečkám v České republice. V roce 1971 zahájen průzkum, 1973 vydáno stavební povolení, zahájení stavby 1974 a o rok později přerušena, obnovení prací 1978. Rekonstrukce vlečky proběhla v letech 1999–2000.

## Popis
Původní staniční budova byla přízemní postavena na půdorysu obdélníku se středovým jednoosým rizalitem s kruhovým oknem ve štítu. Budova měla sedlovou střechu. Mezi budovou a kolejemi na vysokém betonovém soklu ve svahu stála dřevěná přízemní budova stavědla se sedlovou střechou. V sedmdesátých letech 20. století byla postavena nová staniční budova a stará zbořena.
Ve stanici jsou tři dopravní a jedna manipulační koleje, dále pak tři manipulační koleje na vlečce ČEZ, dále jsou do stanice napojeny vlečky NAVOS a Českomoravský štěrk. Stanice má tři jednostranná úrovňová nástupiště s nástupními hranami ve výšce 200 mm nad temenem kolejnice.
Stanice je vybavena zabezpečovacím zařízením 2. kategorie – ústřední mechanické stavědlo se světelnými návěstidly typu AŽD a výhybkami ovládanými elektromotorickými přestavníky. Jízdy vlaků v úseku Moravský Krumlov – Rakšice jsou zabezpečeny pomocí automatického hradla bez návěstního bodu. Mezi Rakšicemi a Miroslaví jsou jízdy vlaků zajišťovány telefonickým dorozumíváním.